# Евсиков, Вадим Иванович
Вадим Иванович Евсиков (5 апреля 1935, Калуга, РСФСР — 16 октября 2016, Новосибирск, Российская Федерация) — российский учёный в области генетики и популяционной экологии животных, член-корреспондент РАН.

## Биография
В 1958 г. окончил биолого-почвенный факультет МГУ по специальности биолог-зоолог. Принадлежал к научной школе, созданной академиком Д. К. Беляевым. В 1965 г. защитил кандидатскую диссертацию «Некоторые вопросы генетики норки (Mustela vision, Schr.)».
- 1958—1960 гг. — старший лаборант,
- 1960—1969 гг. — младший научный сотрудник,
- 1969—1973 гг. — старший научный сотрудник Института цитологии и генетики Сибирского отделения (СО) АН СССР,
- 1973—1978 гг. — заведующий отделом генетики животных Института молекулярной биологии и генетики АН УССР,
- 1978—2006 гг. — и.о. директора, директор Биологического института СО АН СССР (с 1993 г. — Институт систематики и экологии животных СО РАН). На этом посту организовал лабораторию популяционной экологии и генетики животных, отдел репродукции и гомеостаза популяций животных.

С 2006 г. — советник РАН.
С 1981 г. — доцент, с 1990 г. — профессор, заведующий кафедрой общей биологии Новосибирского государственного университета.
Доктор биологических наук (1976) — диссертация «Генетические и феногенетические основы регулирования плодовитости млекопитающих», член-корреспондент РАН (1994).
Избирался членом Президиума СО РАН, заместителем председателя Объединенного Ученого совета по биологическим наукам СО РАН, координатором подпрограммы «Ресурсы животного мира Сибири» Государственной программы «Сибирь».

## Научная деятельность
Являлся руководителем научной школы по изучению феногенетики плодовитости и механизмов внутри- и межвидовых адаптаций животных. Автор научных работ по проблемам генетико-физиологических и экологических механизмов реализации репродуктивного потенциала млекопитающих. Исследовал генетику окраски и плодовитости цветных норок, что позволило увеличить разнообразие разводимых в неволе пушных зверей и разработать схемы гетерозисной селекции в цветном норководстве. Эти работы были отмечены медалями ВДНХ. Вместе с Д.К. Беляевым первым в Советском Союзе осуществил генетический синтез трехрецессивных жемчужных норок, но не по американскому – k/k a/a p/p, а по шведскому паломино – tp/tp a/a p/p. 
Автор научно подхода, согласно которому именно семейная триада – пара размножающихся особей и их потомство – является минимальной единицей популяционно-видового уровня организации, и именно эта репродуктивная группа, а не отдельный организм предстает перед естественным отбором. Впервые сформулировал положение о ведущей роли антигенных различий мать - потомок в перестройке иммунных и эндокринных функций материнского организма для оптимального развития потомства. Ученым также была установлена роль избирательной эмбриональной смертности млекопитающих в связи с экологическими факторами и наследственным полиморфизмом.

## Избранные научные труды
- Биологические ресурсы Сибири. Новосибирск, 1988 (в соавт.);
- Генетико-эволюционные и экологические аспекты проблемы популяционного гомеостаза млекопитающих // Экология популяций: Структура и динамика. М., 1995. Ч. 1. С.63-96 (в соавт.);
- Генетико-физиологические основы популяционного гомеостаза // Водяная полевка. М., 2000 (в соавт.);
- Генетико-физиологические взаимоотношения «мать - плод» и их влияние на адаптивные признаки потомков, взгляд с третьей стороны // Современные концепции эволюционной генетики. Новосибирск, 2000. С.277-293;
- Водяная полевка. Сер. Виды фауны России и сопредельных стран. М., 2001.

## Награды и звания
Награждён орденом «Знак Почёта» (1982) и орденом Дружбы (2007).